# Oliver Hassencamp
Oliver Hassencamp (Rastatt, 10 de mayo de 1921-Waging am See, 1 de abril de 1988) es un autor alemán que destacó en el ámbito de la literatura juvenil, aunque también fue en su momento artista de cabaret y actor de cine, en especial durante la década de los 50 y 60.
Su trayectoria es dilatada y conocida en su país de origen, Alemania, pero prácticamente desconocida en España, donde tan solo se editaron media docena de números de su serie más afamada: Los Chicos del Castillo de Roca Negra (Burg Schreckenstein).

## Los Chicos del Castillo de Roca Negra
La serie Los Chicos del Castillo de Roca Negra cuenta con un total de 27 números en la serie original alemana, publicados de 1959 a 1988. Narra las andanzas de un grupo de jóvenes que, debido a la falta de escuelas en la zona en la que viven, se ven obligados a trasladarse a un viejo castillo medieval entre un lago y una zona boscosa. 
Lo que en un principio era una solución provisional, acaba por convertirse en una auténtica forma de vida cuando los estudiantes (con Ottokar y Stefan a la cabeza), comienzan a guiar su comportamiento como auténticos caballeros clásicos, con normas algo obsoletas para los cánones actuales (como son no fumar, no beber, no mentir, defender a los más débiles...), y, al tiempo, las aventuras dentro del castillo, con sus pasadizos secretos, su patio de armas y sus atalayas, así como fuera de él (a pesar de su actitud a contra corriente, no hemos de olvidar que siguen siendo adolescentes), hacen de la lectura de estos libros una experiencia amena.
Los roces, no siempre amistosos, con el internado femenino que se encuentra al otro lado del lado (traducido aquí como Roca de Rosas), así como los desencuentros y competiciones con el resto de los colegios de la ciudad, consiguen que los jóvenes no se aíslen en su mundo de fantasía y sean consciente de que sus virtudes son consideradas auténticas rarezas por los que les rodean.

### La Edición española
La aventuras del internado de Roca Negra fue editada por M.A.E (Mundo Actual de Ediciones) entre 1981 y 1982, correspondiendo la traducción a Andreu Castell. Los únicos libros que aparecieron en castellano fueron los siguientes:
- Los chicos del castillo de Roca Negra (1981)
- En Roca Negra se lo pasan bomba (1981)
- El Enigma del Castillo de Roca Negra (1981)
- Huida de los Roca Negra (1981)
- Nuevas Aventuras en Roca Negra (1981)
- Los saqueadores de Roca Negra (1982)

Apuntar que el formato de edición fue similar a otras series de autores alemanes que MAE editó en aquellos momentos, como las aventuras detectivescas de Jo Pestum.